# Danthonieae
Danthonieae és una tribu de la subfamília de les arundinòidies (o de les danthoniòidies segons les fonts), família de les poàcies, ordre Poales, subclasse de les commelínides, classe de les liliòpsides, divisió dels magnoliofitins.

## Genères
- Alloeochaete
- Centropodia
- Chaetobromus
- Chionochloa
- Cortaderia
- Crinipes
- Danthonia
- Danthonidium
- Dregeochloa
- Duthiea
- Elytrophorus
- Erythranthera
- Habrochloa
- Karroochloa
- Lamprothyrsus
- Merxmuellera
- Metcalfia
- Monachather
- Monostachya
- Nematopoa
- Notochloë
- Pentameris
- Pentaschistis
- Phaenanthoecium
- Plinthanthesis
- Poagrostis
- Prionanthium
- Pseudodanthonia
- Pseudopentameris
- Pyrrhanthera
- Rytidosperma
- Schismus
- Sieglingia
- Styppeiochloa
- Tribolium
- Urochlaena
- Zenkeria